# Voyage sans passeport
 (mai 2012).
Voyage sans passeport est une émission de série documentaire sur les voyages à travers le monde. Elle a été réalisée par Solange Peter, proposée par Irène Chagneau, et diffusée sur RTF Télévision puis sur la première chaîne de l'ORTF du 9 février 1955 au 21 juin 1969.

## Principe de l'émission
Faire découvrir un pays via des visites culturelles, des curiosités locales, les évènements importants, le patrimoine, les traditions, etc. Présentation de spectacles, ou entretiens avec les autochtones.